# Wikipédia en russe
Wikipédia en russe (en russe : Ру́сская Википе́дия, « Russkaya Vikipediya ») est l'édition de Wikipédia en russe, langue slave parlée principalement en Russie. L'édition est lancée officiellement le 11 mai 2001 mais dans les faits en novembre 2002. Son code est : ru.
Le 16 août 2006 l'édition atteint 100 000 articles. Le 29 novembre 2006, elle reçoit la prestigieuse récompense russe du Runet Prize (en) dans la catégorie science et éducation. Le 11 mai 2013, elle atteint la barre du million d'articles.
Au 30 juillet 2025, l'édition en russe contient 2 056 763 articles et compte 3 782 028 contributeurs, dont 7 782 contributeurs actifs et 62 administrateurs.

## Histoire
Wikipédia en russe est créé le 17 mai 2001 durant la première vague de création des Wikipédia autres qu'anglaises, parmi les éditions catalane, chinoise, néerlandaise, allemande, espéranto, française, hébreu, italienne, japonaise, portugaise, espagnole et suédoise.
La première édition de Wikipédia a été faite le 24 mai 2001 avec l'article « Россия — великая страна » (« la Russie est une grande nation »). La seconde édition contenait : « Россия — родина слонов (ушастых, повышенной проходимости — см. мамонт) » (« la Russie est le terre des éléphants (voir Mammouth) »).
En 2006, 2007, 2009 et 2010, Wikipédia en russe est récompensé pour sa catégorie « Science et éducation » (russe : Премия Рунета). Le 10 juillet 2012, Wikipédia en russe bloque l'accès à ses contenus pour protester contre le projet de loi no 89417-6 qui réduirait l'accès aux informations sur Internet. Cette loi stipulerait également la création d'une liste noire qui bloquerait l'accès à des sites interdits sur le territoire russe. De nombreux aspects de cette loi ont choqué le public et les médias.
Le 1er mars 2022, les autorités russes menacent de bloquer Wikipédia à cause de l'article sur l'invasion de l'Ukraine. Un rédacteur est arrêté à Minsk par les autorités biélorusses,.

## Aire de diffusion

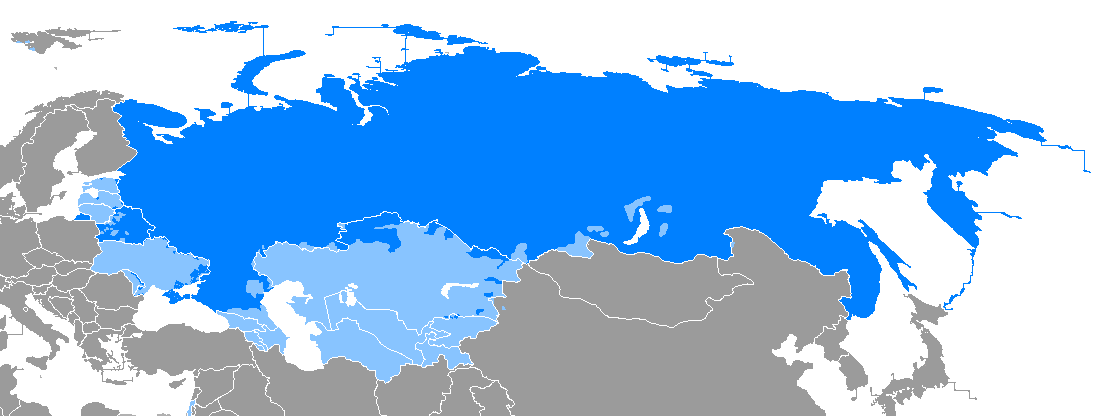
Aire de diffusion du russe.
Pays où la Wikipédia en russe est la plus populaire (en bleu clair).

## Statistiques

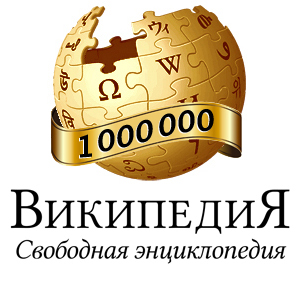
Au passage du million d'articles.

Au passage d'1.5 million d'articles.

Au passage des 2 millions d'articles.

- Le 7 novembre 2002, la page d'accueil de l'édition en russe est créée[13].
- Le 30 décembre 2004, elle atteint 10 000 articles.
- Le 23 décembre 2005, elle atteint 50 000 articles.
- Le 16 août 2006, elle atteint 100 000 articles.
- Le 29 novembre 2006, elle reçoit la Runet Award nationale pour sa section éducation.
- Le 10 mars 2007, elle atteint 150 000 articles.
- Le 4 septembre 2007, elle atteint 200 000 articles.
- Le 27 novembre 2007, elle reçoit la Runet Award nationale pour sa section éducation.
- Le 17 mars 2008, elle atteint 250 000 articles.
- Le 18 juillet 2008, elle atteint 300 000 articles.
- Le 22 janvier 2009, elle atteint 350 000 articles.
- Le 16 juin 2009, elle atteint 400 000 articles.
- Le 25 février 2010, elle atteint 500 000 articles.
- Le 8 octobre 2010, elle atteint 600 000 articles.
- Le 10 décembre 2011, elle atteint 800 000 articles.
- Le 8 septembre 2012, elle atteint 900 000 articles.
- Le 11 mai 2013, elle atteint 1 000 000 articles.
- Le 11 juillet 2013 elle compte 1 023 798 articles et 1 077 902 utilisateurs, ce qui en fait la 8e version de Wikipédia en nombre d'articles.
- Le 18 mai 2017, elle est créditée de 1 394 515 articles.
- Le 1er octobre 2018, elle atteint 1 500 000 articles.
- Le date du 7 novembre 2019, elle dépasse les 1 577 000 articles.
- Le 26 février 2020, elle atteint 1 600 000 articles.
- Le 29 octobre 2022, elle contient 1 864 161 articles et compte 3 270 607 contributeurs, dont 10 620 contributeurs actifs et 75 administrateurs.
- Le 9 août 2024, elle contient 1 993 219 articles et compte 3 617 285 contributeurs, dont 8 803 contributeurs actifs et 68 administrateurs.
- Le 18 septembre 2024, elle atteint les 2 millions d'articles.

## Contenu
Le 11 avril 2007, Wikipédia en russe contenait 164 941 articles. Quelques-unes des plus grandes catégories d'articles étaient 29 500 articles biographiques, 20 000 articles d'endroits habités et de localités, 10 600 articles sur les films, 7 900 articles d'astronomie, 2 000 articles d’événements par année, 1 670 articles sur les noms de famille, 1 660 articles sur les animaux, 1 000 articles sur les albums ; 9 660 articles contenaient du contenu du Dictionnaire encyclopédique Brockhaus et Efron (source : Категории, на которые больше всего ссылок).

## Fonctionnement
Le comité d'arbitrage est chargé de résoudre le conflit et de bloquer certains utilisateurs. Les administrateurs sont élus avec au moins 30 voix et 66 % de soutien. S'ils sont inactifs plus de 6 mois, le comité d'arbitrage leur retire les privilèges administrateur.

## Critiques et blocages
Wikipédia ferme symboliquement pendant une journée le 10 juillet 2012 pour protester contre un projet de loi sur le blocage de sites Internet.
En 2014, Vladimir Poutine propose le lancement d'une alternative nationale à Wikipédia, considérant que les pages parlant de la Russie sont insuffisamment détaillées et exactes.
Wikipédia est bloquée à plusieurs reprises, notamment en août 2015, pour le contenu d'un article sur le cannabis.
Le 5 novembre 2019, Vladimir Poutine appelle à la création d'une encyclopédie en ligne russe plus fiable, selon ses termes, que Wikipédia lors d'une réunion de la commission sur l'avenir de la langue russe. Le gouvernement prévoit de consacrer 26,7 millions de dollars sur les trois années prochaines pour la mise au point de ce projet.
En 2024, la Russie lance sa propre version de la Wikipedia russe. Cette version est en fait un fork de la wikipedia russophone sur lequel sont appliqués un certain nombre de corrections de manière à faire correspondre les articles avec la doxa officielle. Dans le même temps, Wikimedia RU est dissoute fin 2023. Globalement les articles sont plus courts, plus simplifiés, et correspondent à la version des faits tels que vus par le Kremlin. Dans cette version alternative, Alexeï Navalny par exemple y est dépeint comme un simple blogueur, non comme un opposant politique,.